# Во весь голос
Во весь го́лос — последняя поэма Владимира Маяковского, первое вступление которой было написано в декабре 1929 — январе 1930 года.
Во время работы над поэмой «Во весь голос» Маяковский занимался подготовкой своей юбилейной выставки «20 лет работы». Об этом свидетельствует его выступление 25 марта 1930 года в Доме комсомола Красной Пресни, посвящённом двадцатилетию его деятельности, где он подробно изложил замысел своей новой поэмы:

Последняя из написанных вещей — о выставке, так как это целиком определяет то, что я делаю и для чего я работаю.
Очень часто в последнее время вот те, кто раздражен моей литературно-публицистической работой, говорят, что я стихи просто писать разучился и что потомки меня за это взгреют. Я держусь такого взгляда. Один коммунист мне говорил: «Что потомство! Ты перед потомством будешь отчитываться, а мне гораздо хуже — перед райкомом. Это гораздо труднее». Я человек решительный, я хочу сам поговорить с потомками, а не ожидать, что им будут рассказывать мои критики в будущем. Поэтому я обращаюсь непосредственно к потомкам в своей поэме, которая называется «Во весь голос».— Маяковский В. В. Полное собрание сочинений в тринадцати томах. — Т. 10. Стихотворения 1929-1930.
Поэма имеет подзаголовок «Первое вступление в поэму», ибо задумывалась как «вступление» к будущей поэме о пятилетке. Тем не менее, «Во весь голос» является законченным произведением и Маяковский рекомендовал её как «свою поэму». По мнению некоторых исследователей, поэма посвящена теме борьбы с РАППом или конструктивистами.
«Во весь голос» был написан Маяковским в период жёсткой критики его деятельности, которая стала поводом для создания произведения с «правильным взглядом» на его творчество. Критиковали Маяковского его прежние друзья и коллеги. Так, Семён Кирсанов в феврале, демонстративно отвернулся от Маяковского:

Пемзой грызть, бензином кисть облить,

чтобы все его рукопожатья

со своей ладони соскоблить. 
На похоронах Маяковского Семён Кирсанов читал поэму для провожавших поэта в последний путь.